# Rackstadmuseet

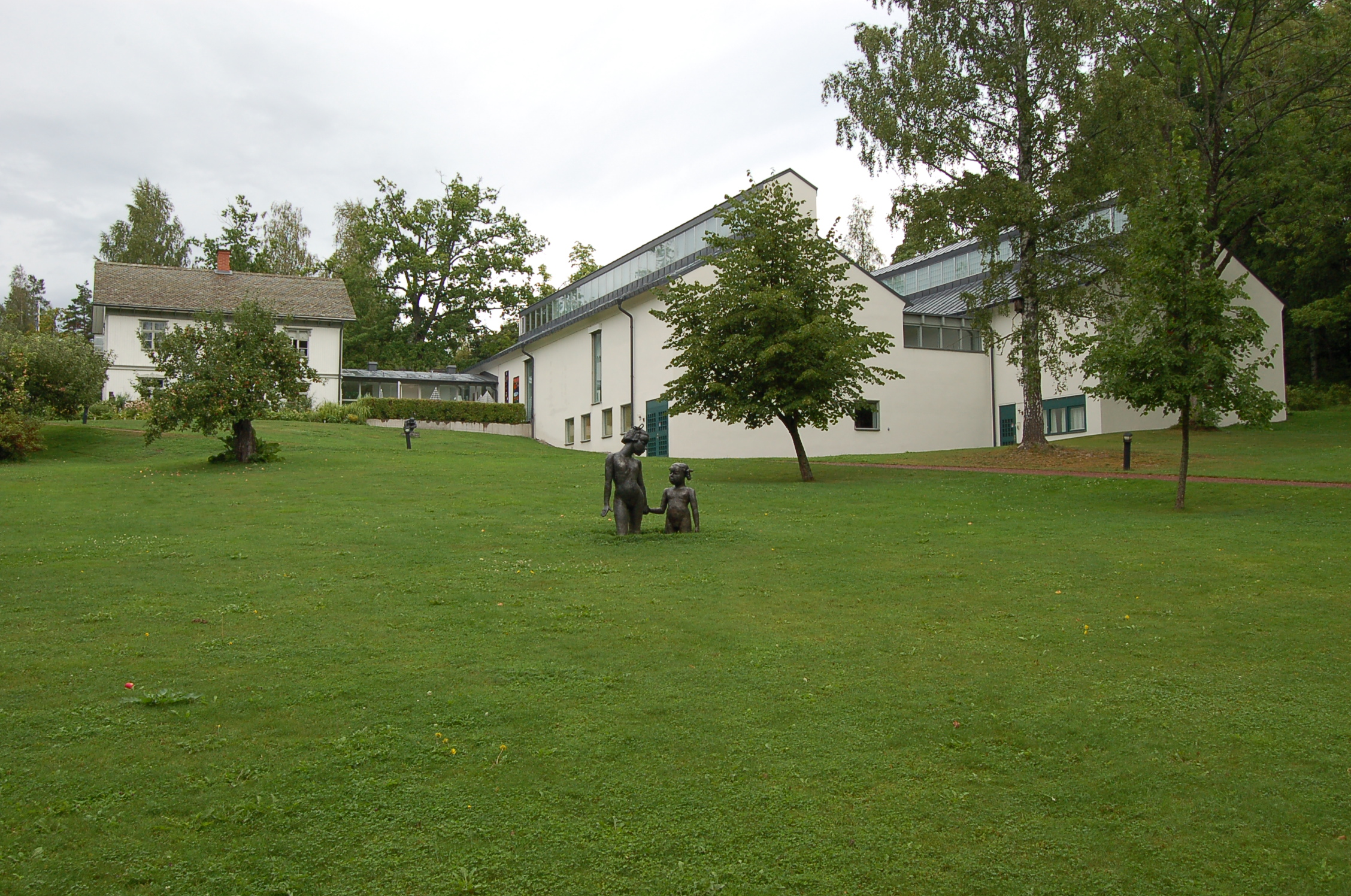
Rackstadmuseet

Rackstadmuseet ist ein Kunstmuseum in der Stadt Arvika in der schwedischen Provinz  Värmland. Das Museum präsentiert das Werk der Künstlerkolonie Rackengruppen (Gemälde und Kunsthandwerk) sowie von zeitgenössischen Künstlern und Kunsthandwerkern aus der Region.
Mitte der 1980er Jahre wurde die Idee Gustaf Fjæstads, der Zentralfigur der Künstlerkolonie Rackengruppen, aufgegriffen, ein Museum für Kunst und Kunsthandwerk zu gründen. 1987 wurde ein gemeinnütziger Verein gegründet, mit dem Ziel, die Mittel für die Errichtung eines Museums aufzubringen, 1988 wurde ein Architektenwettbewerb für das Museumsgebäude durchgeführt, und 1993 wurde das Museum eingeweiht werden.
Die Sammlungen umfassen einerseits Bilder, Kunsthandwerk wie Möbel, Textilien, Keramik und Glas, das im Umkreis der Künstlerkolonie geschaffen wurde, sowie zeitgenössische Kunst und zeitgenössisches Kunsthandwerk, das das Museum bei Ausstellungen bekam.